# Xã South Fillmore, Quận Montgomery, Illinois
Xã South Fillmore (tiếng Anh: South Fillmore Township) là một xã thuộc quận Montgomery, tiểu bang Illinois, Hoa Kỳ. Năm 2010, dân số của xã này là 244 người.